# Élections législatives de 2007 dans l'Aube
Les élections législatives françaises de 2007 se déroulent les 10 et 17 juin 2007. Dans le département dans l'Aube, trois députés sont à élire dans le cadre de trois circonscriptions.

## Élus
| Circonscription | Député sortant                             | Parti | Parti | Député élu ou réélu | Parti | Parti |
| --------------- | ------------------------------------------ | ----- | ----- | ------------------- | ----- | ----- |
| 1re             | Pierre Micaux                              |       | UMP   | Nicolas Dhuicq      |       | UMP   |
| 2e              | Jean-Claude Mathis                         |       | UMP   | Jean-Claude Mathis  |       | UMP   |
| 3e              | Gérard Menuel suppléant de François Baroin |       | UMP   | François Baroin     |       | UMP   |

## Résultats

### Résultats à l'échelle du département
| Parti                                    | Parti                             | Premier tour | Premier tour | Second tour | Second tour | Sièges |
| Parti                                    | Parti                             | Voix         | %            | Voix        | %           | Sièges |
| ---------------------------------------- | --------------------------------- | ------------ | ------------ | ----------- | ----------- | ------ |
|                                          | Union pour un mouvement populaire | 56 817       | 48,30        | 44 739      | 63,14       | 3      |
|                                          | Divers droite                     | 4 643        | 3,95         |             |             | 0      |
|                                          | Mouvement pour la France          | 1 893        | 1,61         | 0           |             |        |
|                                          | Majorité présidentielle           | 63 353       | 53,85        | 44 739      | 63,14       | 3      |
|                                          |                                   |              |              |             |             |        |
|                                          | Parti socialiste                  | 15 721       | 13,36        | 12 793      | 18,05       | 0      |
|                                          | Parti radical de gauche           | 6 680        | 5,68         | 13 324      | 18,80       | 0      |
|                                          | Parti communiste français         | 5 347        | 4,55         |             |             | 0      |
|                                          | Les Verts                         | 3 453        | 2,94         | 0           |             |        |
|                                          | Gauche parlementaire              | 31 201       | 26,52        | 26 117      | 36,85       | 0      |
|                                          |                                   |              |              |             |             |        |
|                                          | Front national                    | 9 696        | 8,24         |             |             | 0      |
|                                          | UDF–Mouvement démocrate           | 6 829        | 5,80         | 0           |             |        |
|                                          | Extrême gauche dont LCR, LO et PT | 2 672        | 2,27         | 0           |             |        |
|                                          | Divers                            | 1 684        | 1,43         | 0           |             |        |
|                                          | Génération écologie               | 1 376        | 1,17         | 0           |             |        |
|                                          | Mouvement national républicain    | 830          | 0,71         | 0           |             |        |
|                                          |                                   |              |              |             |             |        |
| Inscrits                                 | Inscrits                          | 205 767      | 100,00       | 131 428     | 100,00      | 3      |
| Abstentions                              | Abstentions                       | 85 389       | 41,5         | 57 493      | 43,74       |        |
| Votants                                  | Votants                           | 120 378      | 58,5         | 73 935      | 56,26       |        |
| Blancs et nuls                           | Blancs et nuls                    | 2 737        | 2,27         | 3 079       | 4,16        |        |
| Exprimés                                 | Exprimés                          | 117 641      | 97,73        | 70 856      | 95,84       |        |
| Source : Ministère de l'Intérieur - Aube |                                   |              |              |             |             |        |

### Résultats par circonscription

#### Première circonscription (Troyes - Bar-sur-Aube)
| Candidat       | Candidat             | Parti          | Premier tour | Premier tour | Second tour | Second tour |  |
| Candidat       | Candidat             | Parti          | Voix         | %            | Voix        | %           |  |
| -------------- | -------------------- | -------------- | ------------ | ------------ | ----------- | ----------- |  |
|                | Nicolas Dhuicq élu   | UMP            | 13 426       | 39,97        | 19 707      | 60,64       |  |
|                | Line Bret            | PS             | 7 747        | 23,06        | 12 793      | 39,36       |  |
|                | Marc Sebeyran        | UDF–MoDem      | 4 314        | 12,84        |             |             |  |
|                | Bruno Subtil         | FN             | 3 195        | 9,51         |             |             |  |
|                | Bruno Lebecq         | Divers droite  | 1 155        | 3,44         |             |             |  |
|                | Anna Zajac           | PCF            | 790          | 2,35         |             |             |  |
|                | Pascal Houplon       | Les Verts      | 730          | 2,17         |             |             |  |
|                | Michel Guéritte      | Divers         | 613          | 1,82         |             |             |  |
|                | Roselyne de Balmain  | MPF            | 424          | 1,26         |             |             |  |
|                | Monique Bonhomme     | LO             | 416          | 1,24         |             |             |  |
|                | Sébastien Fournillon | GÉ             | 350          | 1,04         |             |             |  |
|                | Guy Simard           | Divers         | 239          | 0,71         |             |             |  |
|                | Cathy Imberdis       | MNR            | 194          | 0,58         |             |             |  |
|                |                      |                |              |              |             |             |  |
| Inscrits       | Inscrits             | Inscrits       | 58 054       | 100,00       | 58 061      | 100,00      |  |
| Abstentions    | Abstentions          | Abstentions    | 23 310       | 40,15        | 24 390      | 42,01       |  |
| Votants        | Votants              | Votants        | 34 744       | 59,85        | 33 671      | 57,99       |  |
| Blancs et nuls | Blancs et nuls       | Blancs et nuls | 1 151        | 3,31         | 1 171       | 3,48        |  |
| Exprimés       | Exprimés             | Exprimés       | 33 593       | 96,69        | 32 500      | 96,52       |  |

#### Deuxième circonscription (Troyes - Bar-sur-Seine)
| Candidat       | Candidat                         | Parti          | Premier tour | Premier tour | Second tour | Second tour |  |
| Candidat       | Candidat                         | Parti          | Voix         | %            | Voix        | %           |  |
| -------------- | -------------------------------- | -------------- | ------------ | ------------ | ----------- | ----------- |  |
|                | Jean-Claude Mathis sortant réélu | UMP            | 20 110       | 47,59        | 25 032      | 65,26       |  |
|                | Saliha Ayadi                     | PRG            | 6 680        | 15,81        | 13 324      | 34,74       |  |
|                | Didier Leprince                  | Divers droite  | 3 488        | 8,25         |             |             |  |
|                | Marc Malarmey                    | FN             | 3 353        | 7,93         |             |             |  |
|                | Elisabeth Gariglio               | UDF–MoDem      | 2 515        | 5,95         |             |             |  |
|                | Jean-Pierre Cornevin             | PCF            | 1 963        | 4,65         |             |             |  |
|                | Hervé Murgier                    | Les Verts      | 1 408        | 3,33         |             |             |  |
|                | Jean Vivet                       | MPF            | 884          | 2,09         |             |             |  |
|                | Deolinda Cardoso                 | LO             | 612          | 1,45         |             |             |  |
|                | Anne Baicry                      | GÉ             | 567          | 1,34         |             |             |  |
|                | Denise Normant                   | Divers         | 361          | 0,85         |             |             |  |
|                | Anne-Marie Le Cadre              | MNR            | 316          | 0,75         |             |             |  |
|                |                                  |                |              |              |             |             |  |
| Inscrits       | Inscrits                         | Inscrits       | 73 373       | 100,00       | 73 367      | 100,00      |  |
| Abstentions    | Abstentions                      | Abstentions    | 30 302       | 41,3         | 33 103      | 45,12       |  |
| Votants        | Votants                          | Votants        | 43 071       | 58,7         | 40 264      | 54,88       |  |
| Blancs et nuls | Blancs et nuls                   | Blancs et nuls | 814          | 1,89         | 1 908       | 4,74        |  |
| Exprimés       | Exprimés                         | Exprimés       | 42 257       | 98,11        | 38 356      | 95,26       |  |

#### Troisième circonscription (Nogent-sur-Seine)
|                | François Baroin sortant réélu | UMP            | 23 281 | 55,71  |  |  |  |
|                | Olivier Girardin              | PS             | 7 974  | 19,08  |  |  |  |
|                | Martine Viala                 | FN             | 3 148  | 7,53   |  |  |  |
|                | Pierre Mathieu                | PCF            | 2 594  | 6,21   |  |  |  |
|                | Françoise Delplanque          | Les Verts      | 1 315  | 3,15   |  |  |  |
|                | Théodoulitsa Spagnol          | LCR            | 871    | 2,08   |  |  |  |
|                | Pierre Bissey                 | LO             | 605    | 1,45   |  |  |  |
|                | Christian Parachout           | MPF            | 585    | 1,4    |  |  |  |
|                | Lucien Maes                   | Divers         | 471    | 1,13   |  |  |  |
|                | Maurice Bernardié             | GÉ             | 459    | 1,1    |  |  |  |
|                | Guy Garnier                   | MNR            | 320    | 0,77   |  |  |  |
|                | Christian Bernaud             | PT             | 168    | 0,4    |  |  |  |
|                |                               |                |        |        |  |  |  |
| Inscrits       | Inscrits                      | Inscrits       | 74 340 | 100,00 |  |  |  |
| Abstentions    | Abstentions                   | Abstentions    | 31 777 | 42,75  |  |  |  |
| Votants        | Votants                       | Votants        | 42 563 | 57,25  |  |  |  |
| Blancs et nuls | Blancs et nuls                | Blancs et nuls | 772    | 1,81   |  |  |  |
| Exprimés       | Exprimés                      | Exprimés       | 41 791 | 98,19  |  |  |  |